# 보험금액
보험금액은 보험사고가 발생하였을 때 보험자가 피보험자 또는 보험수익자에게 지급하여야 할 급여(給與)의 최고한도액을 말한다. 정액보험에 있어서서는 계약에 정한 금액이다. 보험료는 이 보험금액을 기준으로 계산된다.

## 같이 보기
- 보험료